# GAZ Volga Siber
La GAZ Volga Siber è un'autovettura prodotta dalla Gor'kovskij avtomobil'nyj zavod dal marzo 2008 alla fine del 2010. Dopo più di 50 anni, è stato l'ultimo modello di autovettura con il marchio Volga.
Il veicolo avrebbe dovuto creare un successore tecnicamente aggiornato del GAZ-31105 Volga nella sua forma base del 1969. L'auto si basa sulla generazione della Chrysler Sebring, che all'epoca era appena uscita fuori produzione negli Stati Uniti, e i cui impianti di produzione sono stati completamente rilevati. Tuttavia, varie parti, compresi i motori, continuarono ad essere fornite da Chrysler per motivi di qualità.
Il Volga Siber non aveva nulla in comune con il GAZ-31105 o i suoi predecessori, tranne il nome. Si è trattato di uno sforzo a lungo termine da parte di GAZ per sostituire il suo obsoleto Volga, e i precedenti GAZ-3105 e GAZ-3111.
I prezzi partivano da circa 15.000 euro e, se il modello avesse avuto successo, la Volga Siber sarebbe stata esportata anche in Europa e Africa. Tuttavia, il successo sperato non si concretizzò e il modello fu di conseguenza interrotto. Alla fine del 2010 erano stati assemblati 5.000 veicoli partendo da componenti già prodotti.
Con l'interruzione della produzione della Siber, GAZ ha interrotto temporaneamente la produzione di autovetture. Alla fine del 2012 questa venne ripresa in collaborazione con Volkswagen, ma non vennero più prodotti modelli propri.